# Julia Montilla
Julia Montilla (Barcelona, 1970) és una artista contemporània catalana. Les seves obres són sobre dispositius visuals molt variats (vídeo, escultura, fotografia, instal·lacions, edicions, llibre d'artista, projectes web, etc.). És llicenciada en Belles arts (Universitat de Barcelona, 1994) i Màster en Produccions artístiques i Recerca (UB, 2012). En el 2012 va guanyar la Beca per a la Creació Artística Fundació Guasch Coranty. Ha participat en exposicions en el PS1-MoMa (Nova York), el Centre de Fotografia (Salamanca), La Virreina o l'Espai 13.
El 2013 va realitzar una exposició a l'Espai 13 de la Fundació Joan Miró de Barcelona, on es va basar en l'anàlisi
del fenomen aparicionista de Garabandal, a Cantàbria, per articular tota una anàlisi de la iconografia de les nenes
visionàries i de la seva difusió en l'imaginari popular. A partir d'una sèrie de vitrines que explicaven l'origen del fenomen
en el misteri de Fàtima, l'espai reconstruïa el «cuadro de la calleja», el recinte protegit de l'accés de les masses de visitants on es produïen els èxtasis religiosos de les nenes. A més d'altres materials documentals de diferents èpoques, dos diaporames amb àudio, Soportes vivientes para la fabricación de un mito, establien a partir de l'arxiu gràfic del fenomen
de Garabandal una crítica biopolítica a la construcció del miracle aparicionista inscrit en els cossos de les adolescents.

## Exposicions individuals
- 2013 — El «cuadro» de la «calleja»; Fundació Joan Miró, Barcelona.[5]
- 2013 — Ídolos e idolillos; Palacio de la Magdalena, Santander.
- 2010 — Say yes!; Maribel López Gallery, Berlin.
- 2009 — Los milagros de la voluntad y su fuerza plástica; Centro de Fotografía, Sala del Patio, Salamanca.
- 2009 — 122m!; C.C del Matadero, Huesca.
- 2008 — Gogo-Arima Erradikalak; Galeria Toni Tàpies, Barcelona.
- 2007 — Julia Montilla. Programa de vídeo; Fundación Luis Seoane, A Coruña.
- 2006 — Too much heaven; Galeria Trama, Madrid.
- 2005 — Cartografia imaginaria; Centro Cultural Blanquerna, Madrid.
- 2003 — Double Feature; Galeria Toni Tàpies, Barcelona.
- 2003 — The Face of Fear; Fundació la Caixa, Lleida.
- 2002 — Moonlight; Galeria Toni Tàpies, Barcelona.
- 2000 — Imago 2000; Palacio la Salina, Salamanca.
- 1999 — Dynamic Tracking; Capella de l'Àntic Hospital de la Santa Creu, Barcelona.
- 1999 — Precipitados; Galeria Toni Tàpies-Edicions T, Barcelona.
- 1998 — Chroma Key; Metrónom, Barcelona.
- 1997 — Acrobacias; La garita, Barcelona.
- 1996 — Untitled; La Capsa, Prat de Llobregat